# Sankt Sebastian (Mariazell)
Sankt Sebastian è una frazione di 1 015 abitanti del comune austriaco di Mariazell, nel distretto di Bruck-Mürzzuschlag (Stiria). Già comune autonomo, il 1º gennaio 2015 è stato aggregato a Mariazell assieme agli altri ex comuni di Gußwerk e Halltal.